# Казахстан на зимних Олимпийских играх 2010
Казахстан на зимних Олимпийские игры 2010 был представлен 37 спортсменами в трёх видах спорта.
Флаг Казахстана на церемонии открытия нёс биатлонист Диас Кенешев.

## Медалисты
| Серебро |                  |                                         |            |
| №       | Спортсмены       | Вид спорта (дисциплина)                 | Дата       |
| 1       | Елена Хрусталёва | Биатлон (индивидуальная гонка, женщины) | 18 февраля |

## Результаты соревнований

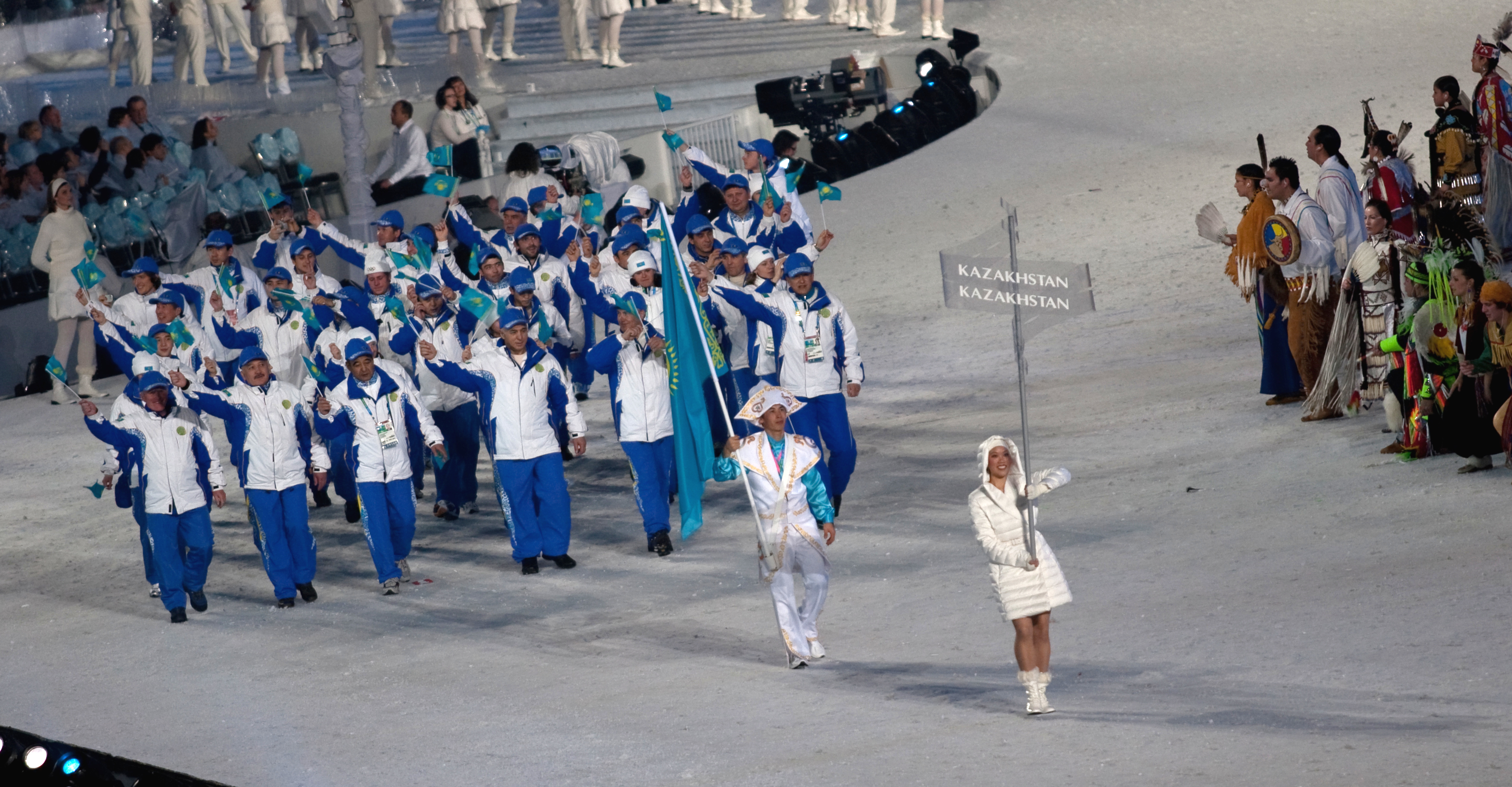
Делегация Казахстана на церемонии открытия игр

### Биатлон
Мужчины
| Соревнование         | Спортсмены                                                        | Стрельба    | Результат | Место |
| -------------------- | ----------------------------------------------------------------- | ----------- | --------- | ----- |
| Спринт               | Ян Савицкий                                                       | 1+0         | 26:35,2   | 39    |
| Спринт               | Александр Червяков                                                | 1+2         | 27:09,9   | 51    |
| Спринт               | Диас Кенешев                                                      | 0+1         | 28:04,6   | 72    |
| Спринт               | Николай Брайченко                                                 | 1+2         | 28:52,0   | 84    |
| Гонка преследования  | Ян Савицкий                                                       | 0+0+1+0     | 35:49,6   | 27    |
| Гонка преследования  | Александр Червяков                                                | 1+0+1+1     | 37:30,5   | 49    |
| Индивидуальная гонка | Александр Червяков                                                | 0+0+0+4     | 53:53,1   | 50    |
| Индивидуальная гонка | Ян Савицкий                                                       | 0+1+2+2     | 55:07,3   | 64    |
| Индивидуальная гонка | Александр Трифонов                                                | 2+1+1+0     | 55:53,1   | 69    |
| Индивидуальная гонка | Диас Кенешев                                                      | 1+0+0+3     | 56:27,0   | 72    |
| Эстафета             | Александр Червяков, Ян Савицкий, Диас Кенешев, Александр Трифонов | 04+24+24+01 | 1:30:31,1 | 18    |

Женщины
| Соревнование         | Спортсмены                                                          | Стрельба    | Результат | Место |
| -------------------- | ------------------------------------------------------------------- | ----------- | --------- | ----- |
| Спринт               | Елена Хрусталёва                                                    | 0+0         | 20:20,4   | 5     |
| Спринт               | Анна Лебедева                                                       | 0+2         | 22:15,1   | 52    |
| Спринт               | Марина Лебедева                                                     | 0+1         | 22:27,0   | 58    |
| Спринт               | Любовь Филимонова                                                   | 1+1         | 22:44,4   | 67    |
| Гонка преследования  | Елена Хрусталёва                                                    | 1+0+1+1     | 31:42,1   | 11    |
| Гонка преследования  | Анна Лебедева                                                       | 0+1+0+1     | 34:49,8   | 44    |
| Гонка преследования  | Марина Лебедева                                                     | 1+2+2       | LAP       | 59    |
| Индивидуальная гонка |                                                                     |             |           |       |
| Елена Хрусталёва     | 0+0+0+0                                                             | 41:13,5     | 2         |       |
| Анна Лебедева        | 0+0+0+2                                                             | 44:36,3     | 38        |       |
| Любовь Филимонова    | 0+1+1+1                                                             | 46:45,4     | 57        |       |
| Марина Лебедева      | 0+0+2+1                                                             | 48:04,9     | 71        |       |
| Масс-старт           | Елена Хрусталёва                                                    | 2+2+1+0     | 29:01,3   | 27    |
| Эстафета             | Елена Хрусталёва, Анна Лебедева, Любовь Филимонова, Марина Лебедева | 01+02+03+03 | 1:13:42,9 | 14    |

### Коньковые виды спорта

#### Конькобежный спорт
Мужчины
| Соревнование | Спортсмены      | 1 попытка | 1 попытка | 2 попытка | 2 попытка | Результат | Место |
| Соревнование | Спортсмены      | Результат | Место     | Результат | Место     | Результат | Место |
| ------------ | --------------- | --------- | --------- | --------- | --------- | --------- | ----- |
| 500 метров   | Роман Креч      | 36,26     | 35        | 36,270    | 32        | 72,53     | 34    |
| 1000 метров  | Денис Кузин     |           |           |           |           | 1:10,88   | 23    |
| 1000 метров  | Роман Креч      |           |           |           |           | 1:11,27   | 28    |
| 1500 метров  | Денис Кузин     |           |           |           |           | 1:49,05   | 23    |
| 5000 метров  | Дмитрий Бабенко |           |           |           |           | 6:31,19   | 15    |

Женщины
| Соревнование | Спортсмены       | 1 попытка | 1 попытка | 2 попытка | 2 попытка | Результат | Место |
| Соревнование | Спортсмены       | Результат | Место     | Результат | Место     | Результат | Место |
| ------------ | ---------------- | --------- | --------- | --------- | --------- | --------- | ----- |
| 500 метров   | Екатерина Айдова | 39,02     | 19        | 39,116    | 22        | 78,140    | 18    |
| 1000 метров  | Екатерина Айдова |           |           |           |           | 1:17,85   | 16    |
| 1500 метров  | Екатерина Айдова |           |           |           |           | 2:02,81   | 29    |

#### Фигурное катание
| Соревнование              | Спортсмены        | Короткая программа | Короткая программа | Произвольная программа | Произвольная программа | Всего     | Всего |
| Соревнование              | Спортсмены        | Результат          | Место              | Результат              | Место                  | Результат | Место |
| ------------------------- | ----------------- | ------------------ | ------------------ | ---------------------- | ---------------------- | --------- | ----- |
| Мужское одиночное катание | Денис Тен         | 76,24              | 10                 | 135,01                 | 14                     | 211,25    | 11    |
| Мужское одиночное катание | Абзал Ракимгалиев | 55,88              | 26                 | не прошёл              | не прошёл              | 55,88     | 26    |

#### Шорт-трек
Мужчины
| Соревнование | Спортсмены     | Отборочный раунд | Отборочный раунд | Четвертьфинал | Четвертьфинал | Полуфинал | Полуфинал | Финал     | Финал     | Финал     | Итоговое место |
| Соревнование | Спортсмены     | Результат        | Место            | Результат     | Место         | Результат | Место     | Название  | Результат | Место     | Итоговое место |
| ------------ | -------------- | ---------------- | ---------------- | ------------- | ------------- | --------- | --------- | --------- | --------- | --------- | -------------- |
| 500 метров   | Айдар Бекжанов | DSQ              | —                | не прошёл     | не прошёл     | не прошёл | не прошёл | не прошёл | не прошёл | не прошёл | 31             |
| 1000 метров  | Айдар Бекжанов | 1:26,536         | 4                | не прошёл     | не прошёл     | не прошёл | не прошёл | не прошёл | не прошёл | не прошёл | 28             |

### Лыжные виды спорта

#### Горнолыжный спорт
Мужчины
| Соревнование      | Спортсмены      | Скоростной спуск/ 1 спуск | Слалом/ 2 спуск | Всего   | Отставание | Место |
| ----------------- | --------------- | ------------------------- | --------------- | ------- | ---------- | ----- |
| Скоростной спуск  | Игорь Закурдаев |                           |                 | 1:59,80 | +5,49      | 50    |
| Суперкомбинация   | Игорь Закурдаев | 1:58,95                   | 57,25           | 2:56,20 | +11,38     | 33    |
| Супергигант       | Игорь Закурдаев |                           |                 | 1:36,97 | +6,63      | 43    |
| Гигантский слалом | Игорь Закурдаев | 1:24,50                   | 1:26,86         | 2:51,36 | +13,53     | 51    |
| Слалом            | Игорь Закурдаев | 54,41                     | 58,40           | 1:52,81 | +13,49     | 38    |

Женщины
| Соревнование           | Спортсмены       | Скоростной спуск/ 1 спуск | Слалом/ 2 спуск | Всего   | Отставание | Место |
| ---------------------- | ---------------- | ------------------------- | --------------- | ------- | ---------- | ----- |
| Скоростной спуск       | Людмила Федотова |                           |                 | 2:01,58 | +17,39     | 36    |
| Супергигантский слалом | Людмила Федотова |                           |                 | 1:31,43 | +11,29     | 38    |
| Гигантский слалом      | Людмила Федотова | DNF                       | —               | —       | —          | —     |
| Слалом                 | Людмила Федотова | DNS                       | —               | —       | —          | —     |

#### Лыжные гонки
Мужчины
Дистанция
| Соревнование                 | Спортсмен                                                              | Результат | Место |
| ---------------------------- | ---------------------------------------------------------------------- | --------- | ----- |
| 15 км свободным стилем       | Алексей Полтаранин                                                     | 34:50,5   | 14    |
| 15 км свободным стилем       | Николай Чеботко                                                        | 35:34,1   | 38    |
| 15 км свободным стилем       | Сергей Черепанов                                                       | 35:50,8   | 47    |
| 15 км свободным стилем       | Евгений Величко                                                        | 36:33,0   | 56    |
| Гонка преследования 15+15 км | Евгений Величко                                                        | 1:18:00,2 | 28    |
| Гонка преследования 15+15 км | Сергей Черепанов                                                       | 1:23:43,7 | 49    |
| Масс-старт 50 км             | Алексей Полтаранин                                                     | 2:09:29,6 | 27    |
| Масс-старт 50 км             | Евгений Величко                                                        | 2:13:01,5 | 39    |
| Масс-старт 50 км             | Сергей Черепанов                                                       | DNS       | —     |
| Эстафета 4×10 км             | Сергей Черепанов, Алексей Полтаранин, Евгений Величко, Николай Чеботко | 1:49:49,1 | 11    |

Спринт
| Соревнование     | Спортсмены                          | Квалификация | Квалификация | Четвертьфинал | Четвертьфинал | Полуфинал | Полуфинал | Финал     | Финал     |
| Соревнование     | Спортсмены                          | Результат    | Место        | Результат     | Место         | Результат | Место     | Результат | Место     |
| ---------------- | ----------------------------------- | ------------ | ------------ | ------------- | ------------- | --------- | --------- | --------- | --------- |
| Спринт           | Алексей Полтаранин                  | 3:38,68      | 15           | 3:34,7        | 2             | 3:35,4    | 4         | 3:54,4    | 5         |
| Спринт           | Николай Чеботко                     | 3:37,84      | 8            | 3:38,6        | 3             | не прошёл | не прошёл | не прошёл | не прошёл |
| Спринт           | Сергей Черепанов                    | 3:48,29      | 48           | не прошёл     | не прошёл     | не прошёл | не прошёл | не прошёл | не прошёл |
| Спринт           | Евгений Кошевой                     | 3:49,51      | 52           | не прошёл     | не прошёл     | не прошёл | не прошёл | не прошёл | не прошёл |
| Командный спринт | Николай Чеботко, Алексей Полтаранин |              |              |               |               | 18:45,3   | 5         | 19:07,05  | 5         |

Женщины
Дистанция
| Соревнование                   | Спортсмены                                                              | Результат | Место |
| ------------------------------ | ----------------------------------------------------------------------- | --------- | ----- |
| 10 км свободным стилем         | Светлана Малахова-Шишкина                                               | 25:53,9   | 10    |
| 10 км свободным стилем         | Елена Коломина                                                          | 26:35,6   | 27    |
| 10 км свободным стилем         | Татьяна Рощина                                                          | 27:06,6   | 36    |
| 10 км свободным стилем         | Оксана Яцкая                                                            | 27:16,3   | 39    |
| Гонка преследования 7,5+7,5 км | Светлана Малахова-Шишкина                                               | 42:27,1   | 25    |
| Гонка преследования 7,5+7,5 км | Елена Коломина                                                          | 42:48,4   | 28    |
| Гонка преследования 7,5+7,5 км | Оксана Яцкая                                                            | 42:53,0   | 33    |
| Гонка преследования 7,5+7,5 км | Марина Матросова                                                        | 44:36,2   | 47    |
| Масс-старт 30 км               | Оксана Яцкая                                                            | 1:34:11,0 | 18    |
| Масс-старт 30 км               | Елена Коломина                                                          | 1:37:53,0 | 33    |
| Масс-старт 30 км               | Марина Матросова                                                        | 1:38:00,6 | 34    |
| Масс-старт 30 км               | Светлана Малахова-Шишкина                                               | 1:41:01,6 | 42    |
| Эстафета 4×5 км                | Елена Коломина, Оксана Яцкая, Татьяна Рощина, Светлана Малахова-Шишкина | 58:23,3   | 9     |

Спринт
| Соревнование     | Спортсмены                   | Квалификация | Квалификация | Четвертьфинал | Четвертьфинал | Полуфинал | Полуфинал | Финал     | Финал     |
| Соревнование     | Спортсмены                   | Результат    | Место        | Результат     | Место         | Результат | Место     | Результат | Место     |
| ---------------- | ---------------------------- | ------------ | ------------ | ------------- | ------------- | --------- | --------- | --------- | --------- |
| Спринт           | Оксана Яцкая                 | 3:51,27      | 32           | не прошла     | не прошла     | не прошла | не прошла | не прошла | не прошла |
| Спринт           | Елена Коломина               | 3:52,12      | 36           | не прошла     | не прошла     | не прошла | не прошла | не прошла | не прошла |
| Спринт           | Елена Антонова               | 4:01,35      | 45           | не прошла     | не прошла     | не прошла | не прошла | не прошла | не прошла |
| Спринт           | Марина Матросова             | 4:03,14      | 48           | не прошла     | не прошла     | не прошла | не прошла | не прошла | не прошла |
| Командный спринт | Оксана Яцкая, Елена Коломина |              |              |               |               | 19:33,6   | 6         | не прошли | не прошли |

#### Прыжки на лыжах с трамплина
| Соревнование        | Спортсмены       | Квалификация | Квалификация | Финал     | Финал     | Финал     | Финал     | Финал     | Финал     |
| Соревнование        | Спортсмены       | Результат    | Место        | 1 прыжок  | 1 прыжок  | 2 прыжок  | 2 прыжок  | Всего     | Место     |
| Соревнование        | Спортсмены       | Результат    | Место        | Результат | Место     | Результат | Место     | Всего     | Место     |
| ------------------- | ---------------- | ------------ | ------------ | --------- | --------- | --------- | --------- | --------- | --------- |
| Нормальный трамплин | Николай Карпенко | 114,5        | 31           | 113,0     | 30        | 116,0     | 25        | 229,0     | 29        |
| Нормальный трамплин | Алексей Королёв  | 116,0        | 29           | 105,0     | 44        | не прошёл | не прошёл | 105,0     | 44        |
| Большой трамплин    | Алексей Королёв  | 109,3        | 32           | 79,8      | 39        | не прошёл | не прошёл | 79,8      | 39        |
| Большой трамплин    | Николай Карпенко | 100,2        | 41           | не прошёл | не прошёл | не прошёл | не прошёл | не прошёл | не прошёл |

#### Фристайл
Могул
| Соревнование | Спортсмены       | Квалификация | Квалификация | Финал     | Финал     |
| Соревнование | Спортсмены       | Результат    | Место        | Результат | Место     |
| ------------ | ---------------- | ------------ | ------------ | --------- | --------- |
| Мужчины      | Дмитрий Рейхерд  | 24,26        | 9            | 19,23     | 18        |
| Мужчины      | Дмитрий Бармашов | 11,56        | 29           | не прошёл | не прошёл |
| Женщины      | Юлия Галышева    | 21,51        | 16           | 22,17     | 11        |
| Женщины      | Дарья Рыбалова   | 21,31        | 17           | 20,85     | 14        |
| Женщины      | Юлия Родионова   | 20,73        | 22           | не прошла | не прошла |

Акробатика
| Соревнование | Спортсмены      | Квалификация | Квалификация | Квалификация | Квалификация | Финал     | Финал     | Финал     | Финал     |
| Соревнование | Спортсмены      | 1 прыжок     | 2 прыжок     | Сумма        | Место        | 1 прыжок  | 2 прыжок  | Сумма     | Место     |
| ------------ | --------------- | ------------ | ------------ | ------------ | ------------ | --------- | --------- | --------- | --------- |
| Женщины      | Жибек Арапбаева | 48,89        | 38,09        | 86,98        | 23           | не прошла | не прошла | не прошла | не прошла |